# Optitarynus
Optitarynus là một chi bọ cánh cứng trong họ 
Elateridae.
Chi này được miêu tả khoa học năm 1971 bởi Stibick.

## Các loài
Chi này có các loài:
- Optitarynus fulvus (Candèze, 1878)